# Gülten Dayıoğlu
Gülten Dayıoğlu (* 15. Mai 1935 in Emet) ist eine türkische Kinderbuchautorin, die sich in einer längeren Schaffensphase stark mit Fragen der Einwanderung in die Bundesrepublik Deutschland auseinandergesetzt hat.
Dayıoğlu war nach einem abgebrochenen Jurastudium zunächst Lehrerin an einer Volksschule. Ab 1963 erschienen erste Erzählungen, größtenteils für Kinder. In den 1980er Jahren schrieb sie Bücher für den deutschen Markt.

## Bücher (Deutschland)
- Beiss die Zähne zusammen. Gerinde Kalanar. Ararat-Verlag, Berlin 1980
- Sık dişini. Ararat-Verlag, Berlin 1981, 2. Auflage 1983
- Operation Heißer Regen. ikoo, Berlin 1984
- Atil hat Heimweh. ikoo, Berlin 1985
- Rückkehr zwischen zwei Grenzen. ikoo, Berlin 1986